# Chassi

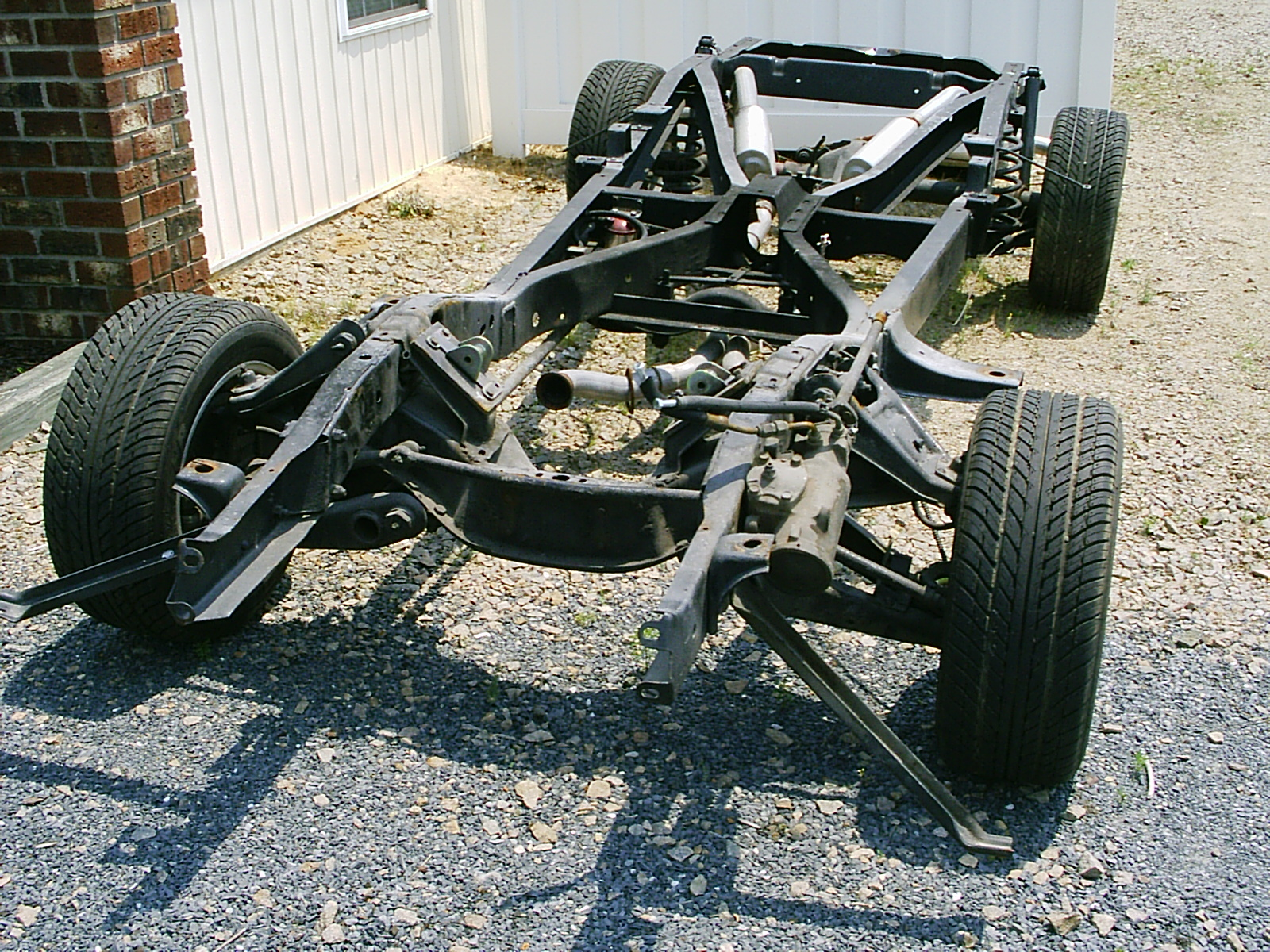
Chassi från motorfordon med fjädring och avgassystem.

Ett chassi är den primära ramen, stommen eller strukturen som förenar och håller samman en apparats huvudkomponenter. Benämningen chassi förknippas vanligen med fordon (fordonschassi) eller elektronik (elektronikchassi) men kan kreativt tillämpas på andra apparater och funktionella skapelser (till exempel stolar) som innehar en struktur som fyller rollen.

## Fordonschassi
Chassin på fordon avser den interna markliggande stommen på markfordon (bilar och bandfordon) som förenar fordonets primära komponenter. På en bil kan dessa vara fjädringssystem, styranordning, hjulaxlar, motor, koppling, karosseri, med mera. 

## Elektronikchassi

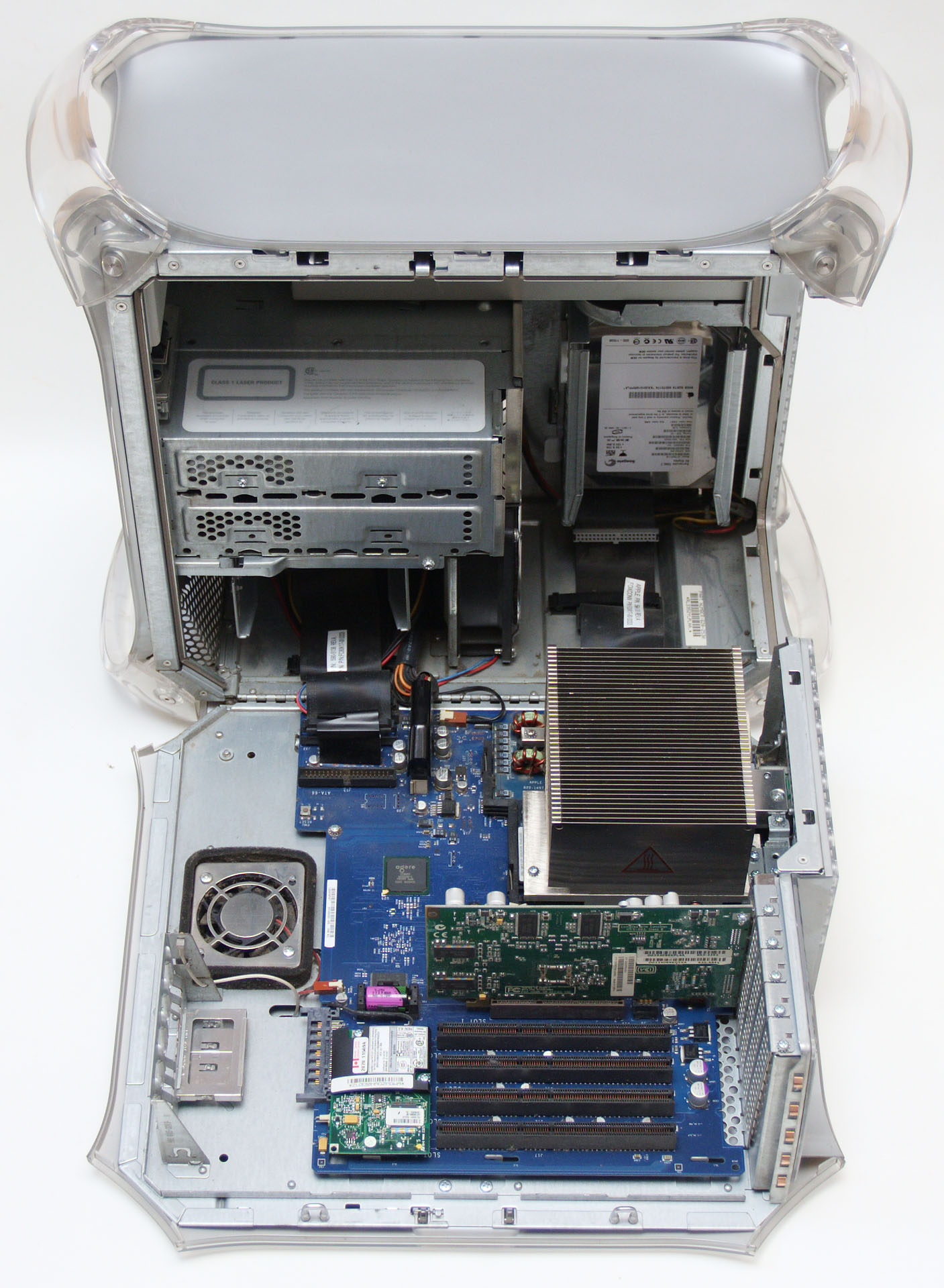
Datorchassi som öppnats för åtkomst till datorkomponenterna

Elektronikchassi används bland annat som benämning för det externa skalet på elektroniska apparater, som till exempel persondatorer, radioapparater och TV-apparater, och brukar då avse ett yttre skal med ett internt ramverk med fästpunkter för elektroniska komponenter, till exempel kretskort, lagringsminne, kylfläktar och annan elektronik.
Ibland avser termen elektronikchassi enbart det interna ramverket och ser då det externa skalet som separat komponent. Detta då det är ramverket som håller de interna delarna och skalet på plats. Skalet i sig brukar inte agera strukturell komponent, utan brukar enbart vara skydd mot damm, fukt och åverkan för de vitala interna komponenterna.

### Fordonschassi
- Underrede
- Kaross

### Elektronikchassi
- Datorchassi
- Elektronikrack